# ČT :D
ČT Déčko, aussi abrégé en ČT :D, est une chaîne de télévision télévision tchèque à accès gratuit spécialisée dans le contenu pour enfants.
ČT :D diffuse de 6 h à 20 h et partage sa fréquence avec la chaîne culturelle ČT Art le reste du temps.

## Histoire
La création d'une chaîne pour les jeunes téléspectateurs trouve ses origines dans le projet de Petr Dvořák, candidat pour le poste de directeur général de la Česká televize, qui est élu en septembre 2011. Auparavant, la défunte chaîne ČT3 diffusée de 1993 à 1994 retransmettait des programmes pour enfants.
Par la suite, le directeur exécutif Petr Koliha, ancien directeur artistique du « Festival du film de Zlín » pour les enfants et les jeunes, est nommé en septembre 2012, et trois mois plus tard, c'est au tour de Barbara Johnson, productrice créative pour les enfants. Grâce aux transferts respectifs des programmes pour enfants et culturels de la chaine ČT2 vers ČT :D et ČT Art, la chaîne principale a ainsi pour but de se concentrer davantage sur les programmes éducatifs et cognitifs et renforcer son offre de documentaires tchèques.
ČT :D voit le jour le 31 août 2013, aux côtés de ČT Art. 
Elle commence à émettre en haute définition par satellite en novembre 2016, puis en numérique terrestre le 29 mars 2018.

## Programmes
ČT :D est destinée à deux groupes d'audience, à savoir les enfants de 4 à 8 ans avec 57% des émissions diffusées ainsi que les enfants de 8 à 15 ans, pour 43% des émissions.